# First!
First! è l'unico album, sinora pubblicato, del disc jockey italiano Tommy Vee, pubblicato da Airplane Records l'8 luglio 2005.
Il disco ha raggiunto la quinta posizione della classifica italiana degli album ed è stato anticipato dal singolo Anthouse (Don't Be Blind).

## Tracce
1. Acid Dancefloor 2005 – 3:59
2. Theme From The Sky – 3:23 – (con Diego Broggio)
3. Oralsax – 3:51
4. Hit That Dancefloor – 6:18 – (con Master Freeze)
5. A Little Story – 8:28 – (con J. Thompson)
6. Tear in My Eyes – 8:07
7. You Make Me Wanna – 6:27 – (con D'Empress)
8. T Omni – 7:06
9. Heaven on Their Mind – 5:20
10. Train to Nower – 7:07 – (con Turner)
11. Anthouse (Don't Be Blind) – 3:49 – (Versione album)
12. Theme From The Sky – 5:25 – (Bonus track) (con Diego Broggio)
13. Anthouse (Don't Be Blind) – 3:28 – (Versione singolo) (Bonus track)

Durata totale: 72:48